# Phyllis Haver
Phyllis Haver (ur. 6 stycznia 1899 w Douglass, zm. 19 listopada 1960 w Sharon) – amerykańska aktorka niemego kina.

## Życiorys
Phyllis Haver urodziła się w Douglass (Kansas). Kiedy była dzieckiem, jej rodzina przeprowadziła się do Los Angeles w Kalilforni. Haver studiowała na Los Angeles Polytechnic High School. Po ukończeniu nauki, grała na pianinie w kinie, jako akompaniatorka niemych filmów.

## Kariera
Kariera Phyllis Haver rozpoczęła się od angażu przez Macka Sennetta do Sennett Bathing Beauties, czyli grupy dziewcząt występujących w strojach kąpielowych w filmach i akcjach promocyjnych. Bardzo szybko stała się najpopularniejszą dziewczyną z Sennett Bathing Beauties.
Później podpisała kontrakt z DeMille-Pathé. W roku 1927 Haver dostała rolę Roxie Hart w filmowej adaptacji sztuki Maurine Dallas Watkins "Chicago". W filmie tym zagrała u boku węgierskiego aktora filmowego Victora Varconiego. Ważnym filmem w jej dorobku aktorskim była rola w "Wojnie płci" reżyserowanej przez D.W. Griffitha.
Phyllis Haver występowała w filmach komediowych takich jak The Battle of the Sexes (1928), reżyserowany przez D. W. Griffith. Zagrała też u boku Lon Chaney w jego ostatnim niemym filmie, Thunder (1929).
Haver zakończyła swoją karierę, po wystąpieniu w dwóch filmach dźwiękowych.

## Życie osobiste
W 1929 roku wyszła za mąż za milionera Williams Seemans. Ślubu udzielił im burmistrz Nowego Jorku James J. Walker w domu rysownika Rube Goldberg. Małżeństwo przeprowadziło się do penthouse w Nowym Jorku. Phyllis mówiła, że kocha być żoną i nie pragnie powrotu do Hollywood. Po szesnastu latach małżeństwa w 1945 roku para rozwiodła się. Małżeństwo nie miało dzieci.
Po rozwodzie Phylis stała się samotnikiem. Zamieszkała w ogromnym domu w Connecticut. Nie przyjmowała gości, jej jedynym towarzystwem była gosposia. Podobno podjęła kilka prób samobójczych.

## Śmierć
W dniu 19 listopada 1960 roku, 61-letnia Phyllis odebrała sobie życie przez przedawkowanie barbituranów. Została znaleziona w łóżku w ubraniu i makijażu. Phyllis została pochowana na Grassy Hills Cemetery in Falls Village, CT.

## Filmografia
- Whose Baby? (1917)
- The Sultan's Wife (1917)
- The Pullman Bride (1917)
- A Small Town Idol (1921)
- The Balloonatic (1923)
- Lilies of the Field (1924)
- The Fighting Coward (1924)
- Single Wives (1924)
- The Snob (1924)
- New Brooms (1925)
- Her Husband's Secret (1925)
- The Caveman (1926)
- Up in Mabel's Room (1926)
- Don Juan  (1926)
- 3 Bad Men (1926)
- Fig Leaves (1926)
- What Price Glory? (1926)
- No Control (1927)
- The Way of All Flesh  (1927)
- The Rejuvenation of Aunt Mary (1927)
- The Fighting Eagle (1927)
- Chicago (1927)
- The Battle of the Sexes (1928)
- Sal of Singapore (1928)
- Thunder  (1929)
- The Office Scandal (1929)
- She Couldn't Say No (1930)